# Йатанмилк
Йатанмилк (Ятанмилк, Ятонмелек; финик. Yatan-milk) — царь Сидона в середине V века до н. э.

## Биография
Йатанмилк известен из финикийских надписей, найденных в храме бога Эшмуна, находившемся на месте современного селения Бустан эш-Шейх. В них он назван правителем Сидона, сыном и наследником своего отца Бодастарта. После смерти Йатанмилка сидонский престол перешёл к его сыну Баалшалиму I.
Правление Йатанмилка датируется серединой V века до н. э. Об этом царе сохранилось очень мало сведений. Вероятно, ещё при жизни отца он стал его соправителем, так как в одной из надписей, сделанных от имени Бодастарта, Йатанмилк упоминается с титулами «наследник» и «царь сидонян». Известно, что в правлении Йатанмилка была завершена реконструкция храма бога Эшмуна, начатая ещё при Бодастарте. Археологические раскопки свидетельствуют, что к моменту её окончания сидонский властитель испытывал значительную нехватку средств, из-за чего строительные работы были выполнены не в полном объёме.

## Комментарии
1. ↑  Существует также предположение, относящее правление Йатанмилка к более раннему времени: к концу VI века до н. э. Согласно этой версии, преемником Йатанмилка на престоле был царь Анис или сын того Тетрамнест[3].